# Gonzalo Martel de la Puente y Guzmán
Gonzalo Martel de la Puente y Guzmán (Sevilla de la Corona castellana, ca. 1507 - villa de La Parra de la Extremadura leonesa, Corona de España, 1569) era un noble, hacendado y funcionario español que se convirtió en el XII señor de Almonaster y fuera designado como tesorero de la gobernación de Castilla del Oro desde 1532 hasta 1535, y posteriormente, como regidor del Cabildo de Panamá en 1542 y luego como su alcalde ordinario de primer voto en 1543. En el año 1545 pasó a ser encomendero del Cuzco y además fue designado en el cargo de tesorero general del Virreinato del Perú.

## Biografía hasta el cargo de tesorero de Castilla de Oro

### Origen familiar y primeros años
Gonzalo Martel de la Puente y Guzmán había nacido hacia 1507 en la ciudad de Sevilla, capital del reino homónimo que era uno de los cuatro de Andalucía, y que formaba parte de la Corona de Castilla durante la Monarquía Hispánica. Posteriormente Gonzalo fue bautizado en la ciudad de nacimiento.
Su padre era Alonso de la Puente y Martel (Medellín, 1482 - f. España, 1542), XI señor de Almonaster, que siendo adolescente había sido paje del príncipe Juan que falleciera joven en 1497 y de los Reyes Católicos, luego pasó a ser gentilhombre de la Casa Real y fue enviado para la Conquista de Orán en 1509, y posteriormente, lo mandaron al vecino reino para tratar con su soberano Manuel I de Portugal —sobre algunas cuestiones relativas al descubrimiento de Brasil el 22 de abril de 1500 por la flota lusitana comandada por Pedro Álvares Cabral— y luego pasó a la América española donde tuvo una encomienda entregada por Pedro Arias Dávila, primer gobernador de Castilla de Oro, en donde residiendo en la entonces capital Santa María la Antigua del Darién también fue tesorero en 1514 y en 1518.
Aldonza de Guzmán y Acevedo (n. ca. 1486) era la madre, que con Alonso se unieron en matrimonio en la ciudad de Córdoba hacia 1506, cuyos padres fueran Pedro de Guzmán (n. ca. 1456) y María de Acevedo (n. ca. 1466). Gonzalo era nieto paterno de Gonzalo Pérez Martel (n. Medellín, ca. 1452), X señor de Almonaster, y de Mencía de la Puente (n. ca. 1462).

### Tesorero de la gobernación de Castilla del Oro
Pasó a Centroamérica para ocupar el puesto de tesorero de la gobernación de Castilla del Oro desde principios de 1532, al igual que su padre, siendo Antonio de la Gama como su gobernador interino (1529-1533), Diego Gutiérrez de los Ríos y Aguayo como el teniente de gobernador general y Juan de Cárdenas como el alcalde de primer voto de Panamá (1530-1533).
Los otros integrantes del cabildo panameño al asumir Martel eran los regidores Pascual de Andagoya (1528-1534), Álvaro de Guijo (1528-1534), Toribio Montañés (1528-1535), Juan de Velasco (1528-1533 y 1534-1540) y Alonso de Cáceres (1528-1533), que también era el contador del mismo (1530-1533).
Gonzalo Martel fue reelecto como tesorero en 1533 y en 1534, siendo Francisco de Barrionuevo como el gobernador de Castilla de Oro (1533-1536) y Gaspar de Espinosa como el teniente de gobernador general (1514-1529 y 1533-1534), Juan de Velasco como alcalde de primer voto de Panamá (1533-1534), el cual fuera sucedido por Gaspar de Espinosa (1534-1535) y este por Ruy Díaz (1535-1540) que de segundo pasó a ser de primer voto, y entre otros regidores ya citados estaba Juan de Castañeda (1533).
Martel ejerció el cargo hasta enero de 1535, para ocuparlo nuevamente desde enero de 1536 hasta enero de 1537, gobernando Pedro Vázquez de Acuña (1536-1539).

## Señor de Almonaster, regidor y alcalde de Panamá

### Desmembramiento de la gobernación de Castilla del Oro
La gobernación de Castilla del Oro —que había perdido en 1527 a la provincia de Nicaragua, la cual devenida en gobernación incluyó en 1529 a la tenencia de gobierno de Bruselas con la península de Nicoya, y una vez concluidos los pleitos colombinos, quedó fragmentada en 1537 en dos partes, para crear el señorío hereditario de Luis Colón de Toledo, llamado «Ducado de Veragua»— perdió en 1539 el territorio sudamericano para formar a la incipiente gobernación de Río San Juan del nuevo adelantado Pascual de Andagoya, que fuera en el pasado regidor del cabildo panameño, quien asumió su puesto a principios de 1540 y anexó en el mismo año la provincia de Popayán y conquistó en 1541 el territorio de Antioquia (pero sería derrocado por el nuevo adelantado Sebastián de Belalcázar, gobernador propietario de Popayán de 1542 a 1550).
De esta manera y de forma definitiva la gobernación se escindió en sus dos territorios, la región occidental de Castilla del Oro se la unió a la «Veragua Real» —que era el territorio remanente de la antigua gobernación de Veragua— del adelantado provisional Hernán Sánchez de Badajoz, cuyos títulos habían sido revocados por la Corona española, pero siguió gobernando hasta la invasión del gobernador nicaragüense Rodrigo de Contreras y de la Hoz a principios de 1541, para conformar a la nominal provincia de Nueva Cartago y Costa Rica del tardío y efímero gobernador-alcalde mayor Diego Gutiérrez y Toledo (1543-1544). La porción oriental que llamaban Tierra Firme se quedaría con la Ciudad de Panamá como capital.

### Funcionario de la nueva gobernación de Tierra Firme
El territorio oriental quedó como la sucesora gobernación de Tierra Firme de Castilla del Oro, siendo su mandatario Francisco Pérez de Robles (1539-1543) que a su vez era el presidente pretorial de la Real Audiencia de Panamá, en cuya capital fuera Andrés de Ariza el alcalde ordinario de primer voto de Panamá en 1539, pasando a ser de segundo voto cuando fuera sucedido por Juan de Panés en 1540.
Martel fue elegido en la nueva gobernación como regidor del Cabildo de Panamá en 1539, con otros nobles como Arias de Acevedo —que al mismo tiempo ocupaba el cargo de teniente de gobernador del citado Robles— junto a Antonio Peinado de Aguirre y el doctor Bartolomé de Figueroa, y se nombró como escribano público a Sebastián Sánchez de Merlo.
Fue nuevamente electo como regidor en el año 1542, junto a Arias de Acevedo quien siguiera ejerciendo al mismo tiempo el cargo de teniente de gobernador general de Panamá, y al licenciado Pedro Martínez de Lías, siendo en el mismo año elegido a Baltasar Díaz como alcalde de primer voto de la ciudad.

### Señor feudal y nombramiento como alcalde de Panamá
Al fallecer su padre en el año 1542, pasó a ser el XII señor de Almonaster. y luego fue designado como alcalde ordinario de primer voto de la Ciudad de Panamá en 1543, secundándolo Baltasar Díaz como alcalde de segundo voto y en cuyo cabildo lo acompañaban los regidores del año anterior.
También se hizo hacendado, aunque sin el beneplácito de los panameños por utilizar el ejido comunal para su ganado que contaminaban las aguas urbanas.

## Tesorero general del Virreinato del Perú y deceso

### Encomendero del Cuzco y Tesorero general
En 1545 partió con su esposa e hijas a la ciudad de Cuzco en el Virreinato del Perú, en donde se avecindó, pasó a ser encomendero y ocupó el cargo de tesorero general en 1551.

### Viaje a Europa
A finales del 1553 partió rumbo a Europa, por lo cual viajó desde el Cuzco a Lima para zarpar hacia la Ciudad de Panamá, luego atravesó por tierra el istmo hasta Nombre de Dios, en donde volvió a embarcar para cruzar el mar Caribe, atravesó el océano Atlántico y una vez en la península remontó el río Guadalquivir y de esta forma, llegó a la ciudad de Sevilla el 8 de enero de 1554, en donde se estableció en la colación de San Pedro.

### Fallecimiento
El señor feudal Gonzalo Martel de la Puente y Guzmán finalmente falleció en el año 1569 en la villa de La Parra de la Extremadura del Reino de León, el cual formaba parte de la Corona de España.

## Matrimonio y descendencia
El noble Gonzalo Martel de la Puente y Guzmán se unió en matrimonio hacia 1526 en la ciudad de Córdoba con Francisca Gutiérrez de los Ríos y Lasso de Mendoza (Córdoba, ca. 1512 - Almonaster, 1567), una hija de Diego Gutiérrez de los Ríos y Aguayo y de su segunda esposa Beatriz Lasso de Mendoza Luna y Saavedra (n. Córdoba, ca. 1482), además de sobrina de Pedro Gutiérrez de los Ríos que era el segundo gobernador de Castilla del Oro, y nieta materna de Juan de Luna y Saavedra (n. Córdoba, ca. 1450), caballero comendador de la Orden de Santiago, alcaide y que luego fuera nombrado por los Reyes Católicos como capitán general de Melilla, que en ese entonces dependía del ducado de Medina Sidonia, y de su cónyuge Francisca de Mendoza.
Fruto del enlace entre Gonzalo Martel y Francisca de los Ríos nacieron por lo menos seis hijos:
- Alonso Pérez Martel[20] (n. ca. 1527).
- Pedro de los Ríos y Martel[20] (n. ca. 1529).
- Aldonza de Acevedo de los Ríos y Martel[20] (n. ca. 1531) que se casó con Álvaro de Fuentes y Guzmán,[20] VIII señor de Fuentes[20] y de Castilleja de Talhara,[20] además de caballero de la Orden de Santiago,[20] y al menos concibieron a Gómez de Fuentes y Guzmán,[20] I marqués de Fuentes[20] y gentilhombre de Cámara de Felipe III de España.[20]
- Mencía de Figueroa y Martel[20] (n. ca. 1533) que se enlazó en Córdoba[20] con Diego de Cárcamo y Angulo,[20] X señor de Aguilarejo[20] y II de Alizné.[20]
- Luisa Martel de los Ríos y Mendoza[1][5][17][20][21] (Panamá,[1][5][6][17] enero[17] de 1535[17] - después de 1593)[22][23] que fue bautizada en la ciudad de nacimiento[1] y con solo diez años de edad[17] fue llevada por sus padres desde la gobernación de Tierra Firme[17] al Virreinato del Perú,[1] en donde al cumplir los catorce años de edad[17] la unieron en primeras nupcias en el Cuzco[17] el 24 de junio[17] de 1549[17] con el capitán Sebastián Garcilaso de la Vega y Vargas[1][5][17][21][24][25] (Badajoz, 1507 - Cuzco, 1559),[24][25] que fuera corregidor del Cuzco[26] desde el 17 de noviembre de 1554 hasta agosto de 1556,[26] pero no tuvieron descendencia que les sobreviviera ya que perdieron a su única hija Blanca Garcilaso de la Vega y Martel siendo solo una niña,[27] pero Sebastián ya era padre natural del célebre cronista mestizo de ascendencia real hispano-inca Gome Suárez de Figueroa y de la Vega "el Inca Garcilaso".[27] Finalmente Luisa enviudó a los 24 años de edad[24] en el año 1559,[24] y se volvió a unir en segundas nupcias en Cuzco[1] hacia 1560 con el adelantado Jerónimo Luis de Cabrera.[1][2][5]
- Beatriz de Mendoza y Martel[20] (n. ca. 1537).